# Hausz as-Sajjid Ali
Hausz as-Sajjid Ali (arab. حوش السيد علي) – wieś w Syrii, w muhafazie Hims. W 2004 roku liczyła 541 mieszkańców.